# Wohn- und Wirtschaftsgebäude Zum Hollen 3

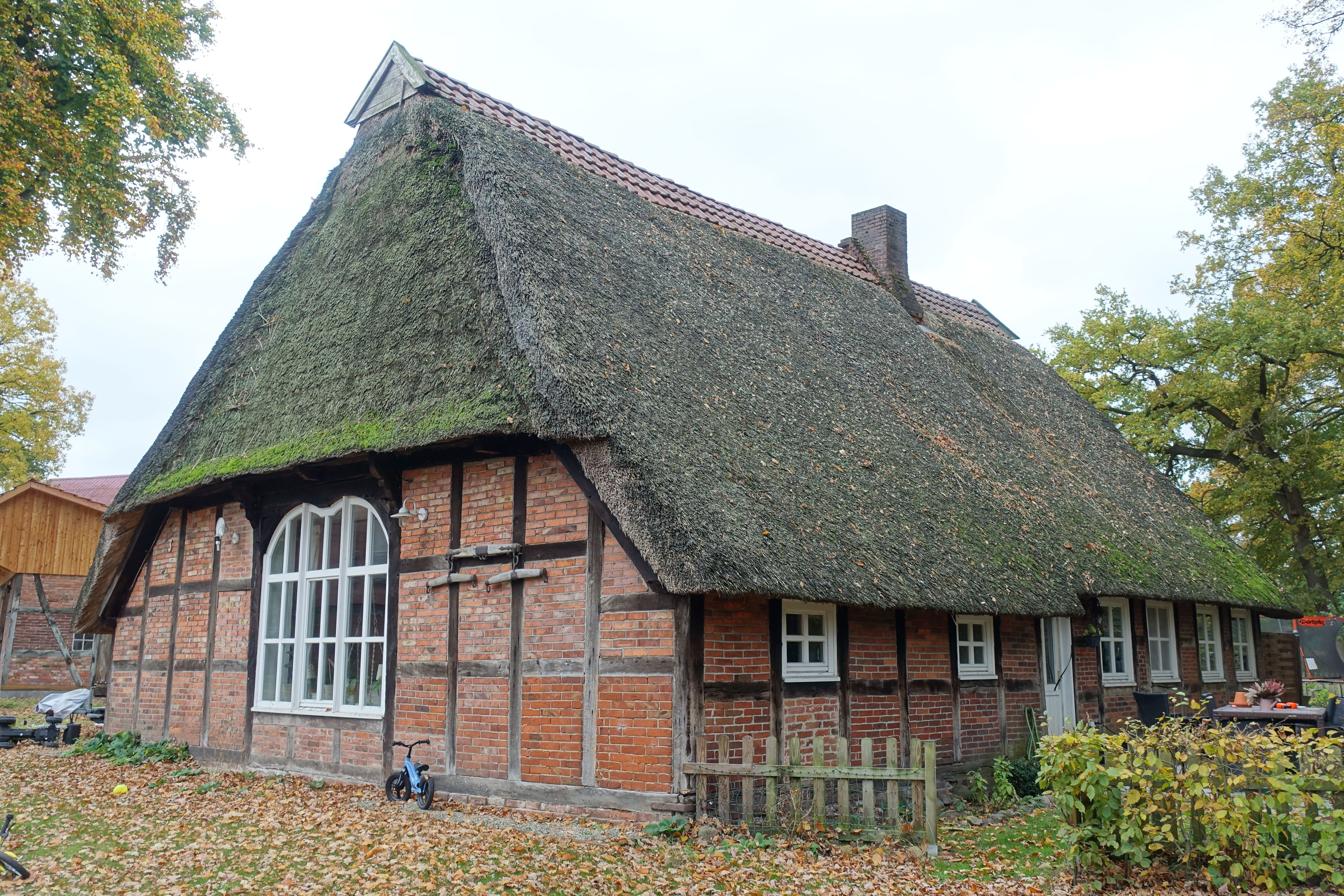
Nord- und Westfassade (2022)

Das Wohn- und Wirtschaftsgebäude Zum Hollen 3 in der niedersächsischen Gemeinde Deinstedt, Ortsteil Malstedt, wurde 1774 errichtet. Aktuell (2025) wird es zum Wohnen genutzt.
Die Gebäude stehen unter Denkmalschutz (siehe auch Liste der Baudenkmale in Deinstedt).

## Geschichte und Beschreibung
Deinstedt wurde erstmals 1148 erwähnt und Malstedt bereits 1132. Die Höfe in Malstedt waren damals im Eigentum des Klosters St. Georg zu Stade.
Das eingeschossige giebelständige Gebäude als Zweiständer-Hallenhaus in Fachwerk mit Steinausfachungen, mit reetgedecktem Krüppelwalmdach (am Wohnteil  Vollgiebel), Uhlenloch und später verglaster Grooter Door als Fenster überformt, wurde 1774 (Inschrift) gebaut. Das Innengerüst im Dielenbereich blieb erhalten.
Das Landesdenkmalamt befand u. a.: „… ein regionstypisches Hallenhaus des 18. Jahrhunderts in Zweiständerkonstruktion ….“